# Диметиловий етер
Димети́ловий ете́р (C2H6O) (метиловий етер, метоксіметан, деревний етер) Н3С-О-СН3 — широко застосовуваний на практиці простий етер. Являє собою безбарвний газ, який при нормальних умовах в 1,63 разів важче повітря. Добре змішується з водою і деякими органічними розчинниками. У промисловості виробляється з природного газу, вугілля, або біомаси. 

## Отримання
Диметиловий етер можна отримати двома варіантами — або етерифікацією метанолу, або реакцією Вільямсона:
{\displaystyle {\ce {2CH3-OH ->[140^oC, H_2SO_4] CH3-O-CH3 +H2O}}}
{\displaystyle {\ce {CH3-Br +Na-O-CH3 ->CH3-O-CH3 +NaBr}}}

## Хімічні властивості
Взаємодіє з кислотами з утворенням нестійких оксонієвих солей, які розпадаються на спирти та метилсульфат, йодметан чи бромометан:
{\displaystyle {\ce {CH3-O(:)-CH3 +HI ->CH3-O({:}HI)-CH3 ->CH3-OH +I-CH3}}}
Взаємодіє з карбон монооксидом та водою у присутності йодиду кобальту, утворюючи оцтову кислоту:
{\displaystyle {\ce {CH3-O-CH3 +2CO + H2O ->[CoI_2] 2CH3-COOH}}}
При реакції з сірководнем у присутності дисульфіду вольфраму утворюється диметилсульфід:
{\displaystyle {\ce {CH3-O-CH3 + H2S ->[WS_2]CH3-S-CH3 + H2O}}}

## Застосування
Диметиловий етер, поряд з рослинною олією та біодизелем, може бути альтернативним паливом для дизельних двигунів. Оскільки диметиловий етер являє собою газ, який зріджується при невисокому тиску, то на транспортний засіб потрібно монтувати газобалонну апаратуру. Також може використовуватись і в бензинових двигунах.